# Gabriel (Raftopulos)
Gabriel, imię świeckie Gabriel Raftopulos (ur. 1957 w Atenach) – grecki duchowny prawosławny w jurysdykcji Patriarchatu Aleksandrii, od 2012 metropolita Leontopolis (z siedzibą w Ismailii).

## Życiorys
Święcenia diakonatu przyjął w 1981, a prezbiteratu w 1984. 4 listopada 2006 otrzymał chirotonię biskupią. W latach 2006–2012 był tytularnym metropolitą Mareotis.
W czerwcu 2016 r. uczestniczył w Soborze Wszechprawosławnym na Krecie.